# Johnny Bull
Johnny Bull é um telefilme norte-americano de 1985, realizado por Claudia Weill, e com a participação de Jason Robards, Colleen Dewhurst, Peter MacNicol, Kathy Bates e Suzanna Hamilton.

## Enredo
Em 1958, a jovem inglesa Iris chega aos EUA para viver com o seu marido Joe Kovacs, um soldado norte-americano com que se tinha casado grávida. No entanto, com uma ideia dos Estados Unidos moldada pelo cinema, tem dificuldade em se adaptar à vida numa aldeia  mineira da Pensilvânia e à família de Joe: o seu pai Stephan, um homem duro e embrutecido, a mãe Marie, e a irmã deficiente mental Katrine.

## Elenco
- Jason Robards ... Stephan Kovacs[1]
- Colleen Dewhurst ... Marie Kovacs[1]
- Peter MacNicol ... Joe Kovacs[1]
- Kathy Bates ... Katrine Kovacs[1]
- Suzanna Hamilton ... Iris[1]